# حوزه انتخابیه دهم نیوجرسی
حوزه انتخابیه دهم نیوجرسی یک حوزه انتخابیه مجلس نمایندگان آمریکا است که در ایالت نیوجرسی قرار دارد.